# Levélkaktusz
A levélkaktusz (Epiphyllum) nemzetség egy epifita kaktuszokat tömörítő genus, fajai széles körben elterjedtek Közép- és Dél-Amerika trópusi területein. A botanikai fajokat – néhány kivételtől eltekintve – kultúrában nagyon ritkán lehet megtalálni, azonban más nemzetségbeli, főleg Disocactus fajokkal alkotott hibridjeik széles körben elterjedtek a kertkultúrában, termesztésüknek az angolszász országokban nagy hagyománya van.

## Elterjedésük
Mexikótól Perun és Brazílián át Paraguayig megtalálhatóak trópusi eső-, köd-, és szezonális erdőkben.

## Jellemzőik
Bokros vagy kapaszkodó növekedésű, epifiton nemzetség. Hajtásuk hosszú, levélszerű. Ezek között vékony, hengeres, vesszőszerű hajtás is gyakran megjelenik, ezek tetején pedig levélszerű oldalhajtás képződik. A levélszerű hajtások széle többé-kevésbé hullámos, a hullámzugokban jelennek meg az areolák. Éjjel – a crenatum csoportnál nappal – nyíló virágaik tölcsér alakúak, hosszú csövesek. A nemzetség két csoportra bontható csíranövényeik morfológiája alapján: a juvenil példány egyes fajoknál sokáig hengeres hajtásokat képez csak, míg mások fiatalon is lapított hajtásokat növesztenek.
A Disocactus nemzetséggel keresztezett hibridjeit az × Epicactus hibrid nemzetségbe sorolják.

## Fajaik
- Epiphyllum anguliger (Lem.) G. Don. in Loudon, Encycl. Például ed. 3: 1380 (1855)
- Epiphyllum baueri Dorsch in Haseltonia, 9: 6 (2002)
- Epiphyllum cartagense (Web.) Br&R in Contr. US Nat. Herb. 16:256 (1913)
- Epiphyllum crenatum (Lindl.) G. Don. in Loudon, Encycl. Például 3:1378 (1855)
  - Epiphyllum crenatum subsp. kimnachii Bravo in Anal. Inst. Biol. Mex. 35:77 (1965)
- Epiphyllum grandilobum (Web.) Br&R in Contr. US Nat. Herb. 16:257 (1913)
- Epiphyllum hookeri Haw in Phil. Mag. 6:108 (1829)
  - Epiphyllum hookeri subsp. columbiense (F.A.C. Webber) Bauer in CSI 17:26' (2003)
  - Epiphyllum hookeri subsp. guatemalense (B & R) Bauer in CSI 17:25' (2003)
  - Epiphyllum hookeri subsp. pittieri (Web.) Bauer in CSI 17:26' (2003)
- Epiphyllum laui Kimn. in CSJ (USA) 62(3):148 (1990)
- Epiphyllum lepidocarpum (Web.) Br&R in Contr. US Nat. Herb. 16:257 (1913)
- Epiphyllum oxypetalum (DC.) Haw. in Phil. Mag. 6:109 (1829)
- Epiphyllum phyllanthus (L) Haw. in Syn. Például Succ. 197 (1812)
  - Epiphyllum phyllanthus subsp. cleistogamum Süpplie in Succulenta 83(5):83" (2004)
  - Epiphyllum phyllanthus subsp. rubrocoronatum (Web.) Bauer in CSI 17:25' (2003)
- Epiphyllum pumilum (Vpl.) Br&R in Contr. US Nat. Herb. 16:258 (1913)
- Epiphyllum thomasianum (K. Sch.) Br&R in Contr. US Nat. Herb. 16:259 (1913)
  - Epiphyllum thomasianum subsp. costaricense (F. A. C. Webber) Bauer in CSI 17:22' (2003)